# 巴拿马运河四桥
巴拿马运河四桥（西班牙語：Cuarto puente sobre el Canal de Panamá）是巴拿马一座规划中的公路铁路两用斜拉桥，位于巴拿马城西部，在美洲大桥以北跨越巴拿马运河。大桥东端连接北部走廊及阿尔布鲁克地铁站，西端连接通往阿赖汉的公路（未来将扩建至八车道）。大桥预计将耗资10~15亿美元，花费3年时间建设，建成后将大大缓解交通拥堵，并提高巴拿马太平洋项目和运河西侧的通行能力。

## 概况
巴拿马运河四桥项目由隶属日本政府的国际协力机构（JICA）出资。
根据巴拿马政府2014年底提交的环境影响评价报告显示：大桥主桥为双塔钢斜拉桥，坡度4%，桥长840（2,756英尺），其中主跨540（1,772英尺），两侧边跨各150（492英尺），桥下净空高75（246英尺），桥面北侧设置双向六车道公路，每条车道宽3.65（12英尺）；南侧将预留16（52英尺）的宽度，用来设置巴拿马地铁3号线的轨道及设施。桥塔呈倒“Y”型设计，斜拉索为半竖琴式布局。
2015年10月，巴拿马公共工程部（Ministerio de Obras Públicas de Panamá，简称“MOP”）开始对大桥建设监理合同进行招标，总价值2,220万美元。
2016年4月，林同棪国际宣布获得了巴拿马运河四桥的项目管理合同。